# Station Żukowo Wschodnie
Station Żukowo Wschodnie is een spoorwegstation in de Poolse plaats Żukowo.